# Pakt tří

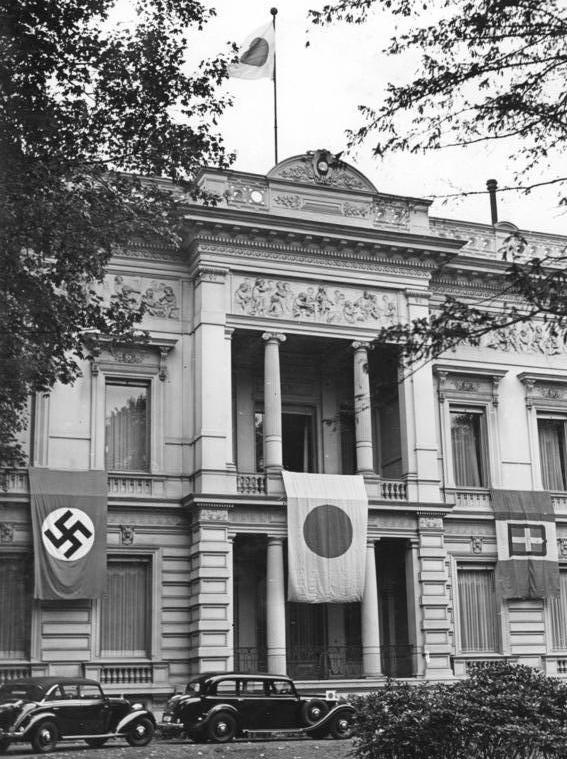
Vlajky mocností na budově ambasády Japonského císařství v Berlíně v září 1940.

Pakt tří (neboli Tripartitní pakt, Pakt tří velmocí) byl pakt uzavřený 27. září 1940 mezi Třetí říší, Italským královstvím a Japonským císařstvím doplňující předchozí smlouvy mezi těmito mocnostmi. Pakt podepsal v Berlíně říšský ministr zahraničí Joachim von Ribbentrop, italský ministr zahraničí Galeazzo Ciano a japonský velvyslanec Saburō Kurusu. Později se k paktu připojilo Maďarsko, Rumunsko, Slovensko, Bulharsko, Chorvatsko, Finsko, Mandžukuo a Thajsko.